# Amellus strigosus
Amellus strigosus là một loài thực vật có hoa trong họ Cúc. Loài này được (Thunb.) Less. mô tả khoa học đầu tiên năm 1831.